# 昭和自動車学校
昭和自動車学校（しょうわじどうしゃがっこう）は静岡県富士市にある静岡県公安委員会指定の自動車教習所である。株式会社昭和自動車学校が運営する。

## 所在地
- 〒424-0204 静岡県富士市比奈かぐや姫2220‐1

所在地の住所にある「かぐや姫」は、現在は昭和自動車学校の敷地のみが範囲である。

## 沿革
- 1964年12月28日 - 	株式会社昭和自動車学校が設立される[2]。
- 1965年5月6日 - 静岡県公安委員会から指定教習所として指定を受ける[2]。
- 2003年11月 - 富士市依田原から現在地へ移転[2]。

## 取得できる免許
- 第一種運転免許全種類
  - 普通自動車（MT・AT）
  - 準中型自動車
  - 中型自動車
  - 大型自動車
  - 大型特殊自動車
  - 牽引自動車
  - 普通自動二輪車（MT・AT）
  - 大型自動二輪車（MT）
  - 小型自動二輪車（MT・AT）

## その他
- 日本交通心理学会が認定する「交通心理士」の有資格者が3名勤務している（2019年1月現在）[4]。
- 「日本一停めやすい駐車場」を掲げる駐車場を2台分設けている。補助線と誘導線を引くことで、切り返しすることなく駐車ができるようになっており、駐車を練習するスペースとして利用されている。上手く駐車ができると、車止めブロックの奧に設置された装置から水が噴き出す[5]。

## アクセス
- 富士急静岡バスS231～S235富士見台線「老人ホーム駿河荘入口」停留所から徒歩約10分。（JR東海道線・身延線富士駅からバスで約40分）